# 어깨너머의 연인 (영화)
어깨너머의 연인은 2007년에 개봉한 대한민국의 영화이다.

## 캐스팅
- 이미연 : 서정완 역
- 이태란 : 윤희수 역
- 김준성 : 권영후 역
- 윤제문 : 김형식 역
- 마르코 : 마르코 역
- 김병춘 : 김용호 역
- 김화주 : 강애리 역
- 이혜상 : 김지연 역
- 이영란 : 정완엄마 역
- 남정희 : 정완할머니 역
- 배윤범 : 스튜디오조수 1 역
- 함유선 : 스튜디오조수 2 역
- 이종환 : 스튜디오조수 3 역
- 김기호 : 스튜디오조수 4 역
- 김한나 : 한나씨 역
- 최보윤 : 이선영기자 역
- 유인수 : 할아버지 역
- 최청자 : 할머니 역
- 전국환 : 영후장인 역
- 원종례 : 영후장모 역
- 김세동 : 변호사 역
- 박현영 : 직업소개소직원 역
- 박경목 : 택배회사주임 역
- 양종현 : 택배회사직원 역
- 장재용 : 정형외과의사 역
- 신영진 : 산부인과 의사 역
- 강숙 : 잡지사기자 역
- 이승원 : 형식회사직원 역
- 박선자 : 안경점원 역
- 최효준 : 치킨배달원 역
- 김은비 : 백화점여자 역
- 진민경 : 마르코엄마 역
- 조주현 : 정완스턴트 역
- 권문철 : 정완스턴트 역
- 다희 : 희수대역 역
- 김홍표 : 용주 역 (특별출연)
- 문세윤 : 라디오DJ목소리 역 (특별출연)